# Valdemir Vicente Andrade Santos

Wappen von Valdemir Vicente Andrade Santos als Weihbischof

Valdemir Vicente Andrade Santos (* 5. Januar 1973 in Aracaju, Sergipe) ist ein brasilianischer römisch-katholischer Geistlicher und Bischof von Juazeiro.

## Leben
Valdemir Vicente Andrade Santos trat in das Priesterseminar in Aracaju ein und setzte seine Studien in Rom fort. Am 24. August 2001 empfing er das Sakrament der Priesterweihe für das Erzbistum Aracaju. Zwei Jahre später erwarb er am Päpstlichen Athenaeum Regina Apostolorum das Lizenziat in Theologie.
Neben Aufgaben in der Pfarrseelsorge und Priesterausbildung war er seit 2016 Generalvikar des Erzbistums Aracaju.
Am 11. Juli 2018 ernannte ihn Papst Franziskus zum Titularbischof von Castabala und zum Weihbischof in Fortaleza. Der Erzbischof von Aracaju, João José da Costa OCarm, spendete ihm am 24. August desselben Jahres die Bischofsweihe. Mitkonsekratoren waren der Erzbischof von Fortaleza, José Antônio Aparecido Tosi Marques, und der Alterzbischof von Aracaju, José Palmeira Lessa.
Am 11. Juli 2024 ernannte ihn Papst Franziskus zum Bischof von Juazeiro. Die Amtseinführung fand am 24. August desselben Jahres statt.